# General Pinto (partido)
General Pinto est un partido de la province de Buenos Aires fondé en 1891 dont la capitale est General Pinto.